# مسائل تاریک: پیچیده اما واقعی
مسائل تاریک: پیچیده اما واقعی (انگلیسی: Dark Matters: Twisted But True) یک مجموعهٔ تلویزیونی علمی-تخیلی است.